# The Yellow Rose of Texas (film)
The Yellow Rose of Texas è un film del 1944 diretto da Joseph Kane.
È un film western statunitense con Roy Rogers e Dale Evans.

## Produzione
Il film, diretto da Joseph Kane su una sceneggiatura di Jack Townley con il soggetto di Jack Townley, fu prodotto da Harry Grey, come produttore associato, per la Republic Pictures e girato nell'Iverson Ranch a Chatsworth in California.

## Colonna sonora
- Take It Easy - scritta da Xavier Cugat, Irving Taylor e Vic Mizzy
- The Timber Trail - scritta da Tim Spencer
- A Two-Seated Saddle and a One-Gaited Horse - scritta da Tim Spencer
- Western Wonderland  - musica di Ken Carson, parole di Guy Savage
- Song of the Rover - scritta da Bob Nolan
- Lucky Me, Unlucky You - scritta da Charles Henderson
- Down Mexico Way - musica di Jule Styne, parole di Sol Meyer e Eddie Cherkose
- Vira do minho - tradizionale
- The Yellow Rose of Texas - tradizionale

## Distribuzione
Il film fu distribuito negli Stati Uniti dal 24 giugno 1944 al cinema dalla Republic Pictures.
Altre distribuzioni:
- in Finlandia il 21 dicembre 1951 (Texasin keltainen ruusu)
- in Portogallo (A Rosa Amarela do Texas)
- in Brasile (Rosa do Texas)

## Promozione
Le tagline sono:
- "NEW SONGS...NEW LAUGHS...NOW ACTION....SUSPENSE...In The Greatest Of All Roger's Hits!".
- "A Thrill-Fest You'll Long Remember...As Your Cowboy King Flashes Across The Screen In His Most Exciting Adventure!".